# Grêmio Esportivo Tiradentes
Il Grêmio Esportivo Tiradentes, noto anche semplicemente come Tiradentes, era una società calcistica brasiliana con sede a Ceilândia, nel Distretto Federale.

## Storia
Il club è stato fondato il 3 febbraio 1967. Il Tiradentes ha vinto il Campionato Brasiliense nel 1988. Il club ha partecipato al Campeonato Brasileiro Série C nel 1988, dove è stato eliminato alla terza fase, nel 1992, dove è stato eliminato alla prima fase, e nel 1995, dove è stato di nuovo eliminato alla prima fase. Il Tiradentes ha partecipato al Campeonato Brasileiro Série B nel 1994, dove è stato eliminato alla prima fase e retrocedendo. Tra il 1995 e il 1996, a causa della partnership con il Clube de Regatas do Flamengo, il club cambiò nome in Flamengo Esportivo Tiradentes de Brasília. Il Tiradentes venne sciolto nel 2001.

## Palmarès

### Competizioni statali
- Campionato Brasiliense: 1

1988

### Altri piazzamenti
- Campionato Brasiliense:

Secondo posto: 1992